# NGC 7395
NGC 7395 (również PGC 69861 lub UGC 12216) – galaktyka soczewkowata (S0), znajdująca się w gwiazdozbiorze Jaszczurki. Odkrył ją Édouard Jean-Marie Stephan 21 sierpnia 1873 roku.